# Podpora pri dojenju
 Podpora pri dojenju je sestavljena iz dveh besed in sicer iz podpore, ki pomeni nekomu nekaj olajšati, mu pomagati, biti v oporo in besede dojenje, ki pomeni naravno hranjenje dojenčka z materinim mlekom.

## Pomoč pri dojenju
Da bo dojenje uspešno, je pomembno, da se mama že v nosečnosti odloči, da bo dojila, saj misel in želja vplivata na samozaupanje, zato pa sta potrebna tudi znanje in podpora.
Smernice govorijo o tem, da naj bi matere izključno dojile do dopolnjenega šestega meseca, nato pa ob vključitvi mešane prehrane nadaljevale z dojenjem.
Da bi dojenje  uspešno steklo je potrebno določeno znanje in spretnosti ter podpora ožje in širše družine. Matere, ki potrebujejo pomoč in nasvet pri dojenju si lahko poiščejo pomoč:
- Pri izbranem pediatru in medicinski sestri,
- v posvetovalnici za otroke,
- pri patronažni medicinski sestri,
- pri drugih za to usposobljenih zdravstvenih delavcih,[5]
- pri mednarodnih pooblaščenih svetovalcih za laktacijo (International Board Certified Lactation Consultants - IBCLC),
- pri porodnih in poporodnih spremljevalkah,[6]
- v šoli za starše,
- v porodnišnicah z nazivom Novorojencem prijazna porodnišnica, kjer nudijo 24-urno telefonsko pomoč,
- v domačem okolju, kjer je poleg strokovnjakov zelo pomembna pomoč doječi materi otrokov oče, starši matere, sorodniki, osebe, ki so družini blizu in jim mati zaupa.

### Društvo svetovalcev za laktacijo in dojenje Slovenije (IBLCE)
Društvo svetovalcev za laktacijo in dojenje Slovenije so ustanovili februarja 2006. V Slovenskem prostoru deluje približno 35 certificiranih svetovalk za dojenje IBCLC (International Board Certified Lactation Consultant). Ta certifikat je edini, ki je mednarodno priznan na področju dojenja v zdravstvu. Svetovalke imajo po večini izobrazbo iz področja zdravstva. So strokovnjakinje za zahtevnejše situacije na področju dojenja. Raziskave potrjujejo, da je pri materah, ki so bile deležne pomoči, bilo dojenje bolj uspešno.

### Društvo za podporo in pomoč doječim materam (La Leche League Slovenija)
Društvo deluje v okviru mednarodne organizacije La Leche League International-LLLI. So neprofitna, nepolitična in nereligiozna mednarodna organizacija, katere namen je spodbujati dojenje, posredovanje informacij, nudenje podpore in pomoči vsem materam, ki si želijo dojiti svoje otroke. 
Organizacija deluje s pomočjo laičnih svetovalk za dojenje, ki morajo imeti poleg ustrezne izobrazbe, ki jo zahteva mednarodna zveza za dojenje, prav tako osebno izkušnjo z dojenjem. Nudijo predvsem čustveno oporo materi ter ponudijo s točnimi informacijami. Organizirana imajo mesečna srečanja kjer se mamice družijo skupaj z dojenčki. Svetovalke za dojenje se redno izobražujejo in izpopolnjujejo o dojenju poleg tega pa sodelujejo tudi z lokalnimi zdravstvenimi ustanovami in zdravstvenim osebjem, objavljajo članke o dojenju, nudijo pomoč pri izobraževanju pripravnic in bodočih svetovalk.

#### Kratka zgodovina organizacije LLLI
Pred petdesetimi leti, leta 1956, se je sedem mater z otroki srečalo na pikniku. To so bile ustanoviteljice v kateri dejavno in čilo sodelujejo še dandanes. Prvo uradno srečanje LLLI je bilo 17. oktobra 1956 v ameriški zvezni državi Illinois. Na srečanje je prišlo sedem ustanoviteljic in pet njihovih nosečih prijateljic. Prva srečanja so bila zelo neformalna in nestrukturirana, ko pa se je število pridruženih članic začelo naglo povečevati, so ustanoviteljice vpeljale tematske serije srečanj, kakršne potekajo še danes. Pomembno je poudariti, da so vse svetovalke prostovoljke.

### Priporočila materam za dojenje
- Ženska naj začne z dojenjem čim prej po otrokovem rojstvu.
- Priporoča se izključno dojenje prvih šest mesecev, kar pomeni brez dodajanja vode ali čaja.
- Uvajanjem goste hrane naj se prične postopoma po dopolnjenem šestem mesecu otrokove starosti.
- Po uvajanju goste hrane naj se dojenje nadaljuje do drugega leta otrokove starosti ali dlje.[8]

## Pomen informiranosti
Da lahko govorimo o dobrih praksah pri podpori dojenja, ni dovolj zgolj pomoč organizacij, ampak veliko vlogo igra informiranost različnih ciljnih skupin. Vanjo sodijo tako matere kot očetje, ožja in širša družina, prijatelji, delodajalci, lokalna skupnost, ministrstva, vodje ustanov, zdravstveni in drugi strokovnjaki s sodobnimi in medsebojno usklajenimi informacijami, praktičnimi znanji in komunikacijskimi spretnostmi z individualiziranim pristopom, z ustreznimi časovnimi in prostorskimi pogoji za pomoč pri dojenju.

### Dejavniki, ki vplivajo na podporo pri dojenju
- Fiziološki potek nosečnosti, poroda in poporodnega časa.
- Ustrezno ukrepanje in zdravljenje, v kolikor se pojavijo zdravstvene težave pri dojenčku ali materi.
- Zagotovljeni bivanjski, finančni in drugi materialni viri za družinsko življenje.
- Dovolj časa in praktičnih možnosti za posvečanje dojenčku in njegovim potrebam.
- Ustrezno porazdeljene družinske in gospodinjske obveznosti.
- Enakopravnost spolov na različnih ravneh.
- Ustrezno domače okolje in v javnih prostorih, ustanovah, na javnih površinah.
- Ustrezne možnosti za to, da doječa mama dobro skrbi zase.[9]

## Teden dojenja
V Sloveniji in še v več kot 150. državah po svetu obeležujemo svetovni teden dojenja v tednu od 1. do 7. avgusta. Ta teden spada pod aktivnosti Svetovne zveze za dojenje, kateri si prizadevajo, da bi se družba usmerjala k spodbujanju dojenja. Pomembno se jim zdi, da z znanjem in praktičnimi nasveti matere svoje izkušnje predajo in tako pomagajo bodočim materam in materam po porodu, da imajo pomoč in podporo doma v lokalni skupnosti. Prizadevajo si, da bi se obujala in krepila taka oblika pomoči. 

### Cilji Svetovnega tedna dojenja
- Opozoriti na pomen vrstniške podpore za pomoč materam pri vzpostavljanju dojenja in njegovem ohranjanju.
- Informirati ljudi o številnih prednostih vrstniške podpore in združiti prizadevanja za razširitev programov vrstniškega svetovanja.
- Spodbuditi tiste, ki podpirajo dojenje, ne glede na njihovo izobrazbo, da se odločijo za usposabljanje za podporo materam in dojenčkom.
- Prepoznati ljudi in mesta v lokalnih skupnosti, na katere se lahko ženske po porodu obrnejo po podporo in pomoč.
- Pozvati predstavnike vlade in zdravstvene ustanove po svetu, naj aktivno udejanjajo Deset korakov do uspešnega dojenja.[6]

## Vrstniško svetovanje
Je ena izmed oblik pomoči za katero številne ženske ugotavljajo, da je zelo dragoceno. Izkazalo se je, da je njihova lastna zmožnost dojenja otrok povezana s tem, da so od druge matere prejele informacije, nasvete, izobraževanje, pomoč in čustveno podporo, ki so jo v tistem trenutku potrebovale. Zelo velika prednost teh srečanj je, da si ženske med seboj izmenjujejo izkušnje, znanje in nudijo podporo ena drugi skozi celotno obdobje dojenja. Občasno pa doječe ženske potrebujejo tudi individualizirano in izkušeno praktično pomoč, najbolje kar v domačem okolju. Iz podpornih skupin za matere sta se razvila koncept individualne vrstniške svetovalke (vrstniške podpornice) in obiskovanje na domu ženske. Podpora materam se danes uresničuje v številnih različicah, pomembno je, da jo dobijo tam, kjer so doma ali čim bližje domu. 
Vrstniško svetovanje je stroškovno učinkovit način zagotavljanja potrebne podpore za matere, kadar strokovna pomoč ni na voljo. Vrstniške svetovalke so navadno ženske iz lokalne skupnosti, ki so usposobljene za podporo dojenju, ne glede na njihovo izobrazbo. Na voljo so v bližini materinega doma in lahko zagotavljajo vsakodnevno podporo. Vrstniški podpori se lahko pridružijo občasni obiski svetovalk za dojenje ali drugih izkušenih strokovnjakov, ki tako dopolnjujejo neprekinjeno podporo. Prav tako je v pomoč, če se ženske z različnimi materinskimi izkušnjami srečujejo v nosečnosti in po rojstvu otroka, in se učijo ena od druge. 
Namen vrstniškega svetovanja je opogumiti in podpreti nosečnice in mlade matere, da pridobijo gotovost in samozaupanje v zmožnost dojenja. Vrstniška svetovalka je usposobljena tako glede praktičnih vidikov dojenja kot v svetovalnih pristopih. Vrstniške svetovalke so večinoma matere z izkušnjo dojenja, v nekaterih programih pa so se kot učinkoviti pokazali tudi drugi, na primer mlajše ženske, očetje ali drugi dejavni člani skupnosti, ki jih zanima pomoč materam in to tudi želijo dajati.

## Vlada in zakonodaja
Bodoče mame in tiste, ki že dojijo imajo podporo mednarodnih dokumentov, ki ščitijo dojenje, kot optimalno hranjenje dojenčka. Poleg tega pa tudi delovanje dobro podprtih nacionalnih odborov. Doječe matere ščiti zakonodaja, pred agresivnim trženjem nadomestkov materinega mleka (mlečnih formul). Mame imajo z namenom spodbujanja dojenja plačan porodniški dopust, dopust za nego in varstvo otroka.